# 211. taktická letka
211. taktická letka je součástí Vzdušných sil Armády České republiky v rámci 21. taktického křídla 21. základny taktického letectva. Letka vznikla 1. prosince 2003 přejmenováním 41. stíhací letky a od 16. února 2012 nese čestný název „generála Františka Chábery“. Ve výzbroji jednotky se nachází 12 víceúčelových stíhacích letounů JAS-39C a 2 cvičně-bojové letouny JAS-39D. Velitelem letky je od září 2013 podplukovník Jaroslav Tomaňa.

## Historie
Historie 211. taktické letky začíná v lednu 1995, kdy v rámci reorganizace AČR vznikla 4. základna stíhacího letectva v Čáslavi, jejíž součástí byla 41. stíhací letka. V její výzbroji se nacházelo přes dvacet stíhacích letounů MiG-23ML/UB, které doplňovalo několik cvičných letounů L-39ZA. Úkolem letky bylo především působení v hotovostním systému ostrahy vzdušného prostoru České republiky. Na konci roku 1998 byly dosluhující MiGy-23 nahrazeny staršími MiGy-21, které byly následně částečně modernizovány na verzi MFN. S touto výzbrojí zahájila 41. letka ke dni 12. března 1999 hotovost v Integrovaném systému protivzdušné obrany Severoatlantické aliance NATINAMDS. Jednotka byla 1. prosince 2003 přejmenována na 211. taktickou letku a v dubnu 2005 se přezbrojila na letouny Saab JAS-39 Gripen, kterými od 1. července 2005 nahradila MiGy-21 i v ostré hotovosti.

## Úkoly a organizační struktura
Základní náplní činnosti 211. taktické letky je ochrana vzdušného prostoru České republiky a zemí NATO. Mezi další úkoly patří přeškolování pilotů na letouny Gripen, elektronický boj či společný výcvik s aliančními jednotkami. Nízké početní stavy techniky a personálu neumožňují plnit další úkoly – například podporu pozemních vojsk, která je naopak v náplni činnosti 212. taktické letky. Organizační struktura vychází ze současné praxe, kdy je v jedné jednotce zařazen létající i pozemní technický personál, celkem cca 130 osob. Z tohoto počtu je asi stovka pozemního technického personálu, deset příslušníků štábu a dvacet pilotů rozdělených ke čtyřem pilotním rojům. Většina technického personálu je soustředěna v sedmi technických rojích, přičemž úkolem každého roje je přímá údržba dvou strojů, zbytek personálu slouží ve specializovaných odděleních (například u letového simulátoru).

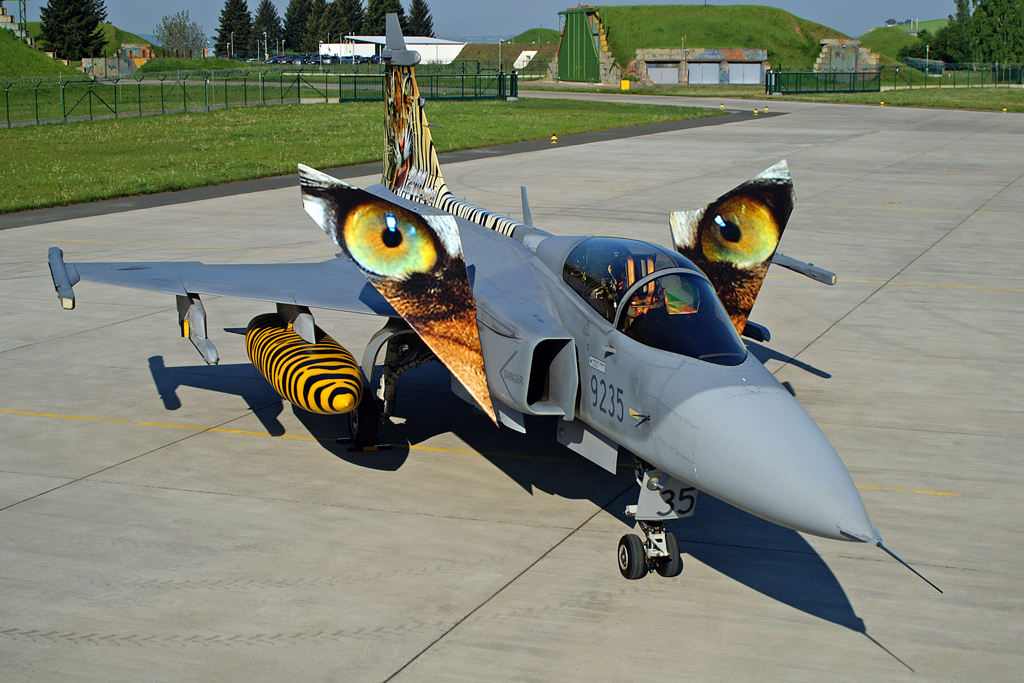
JAS-39C Gripen s „tygřími“ polepy

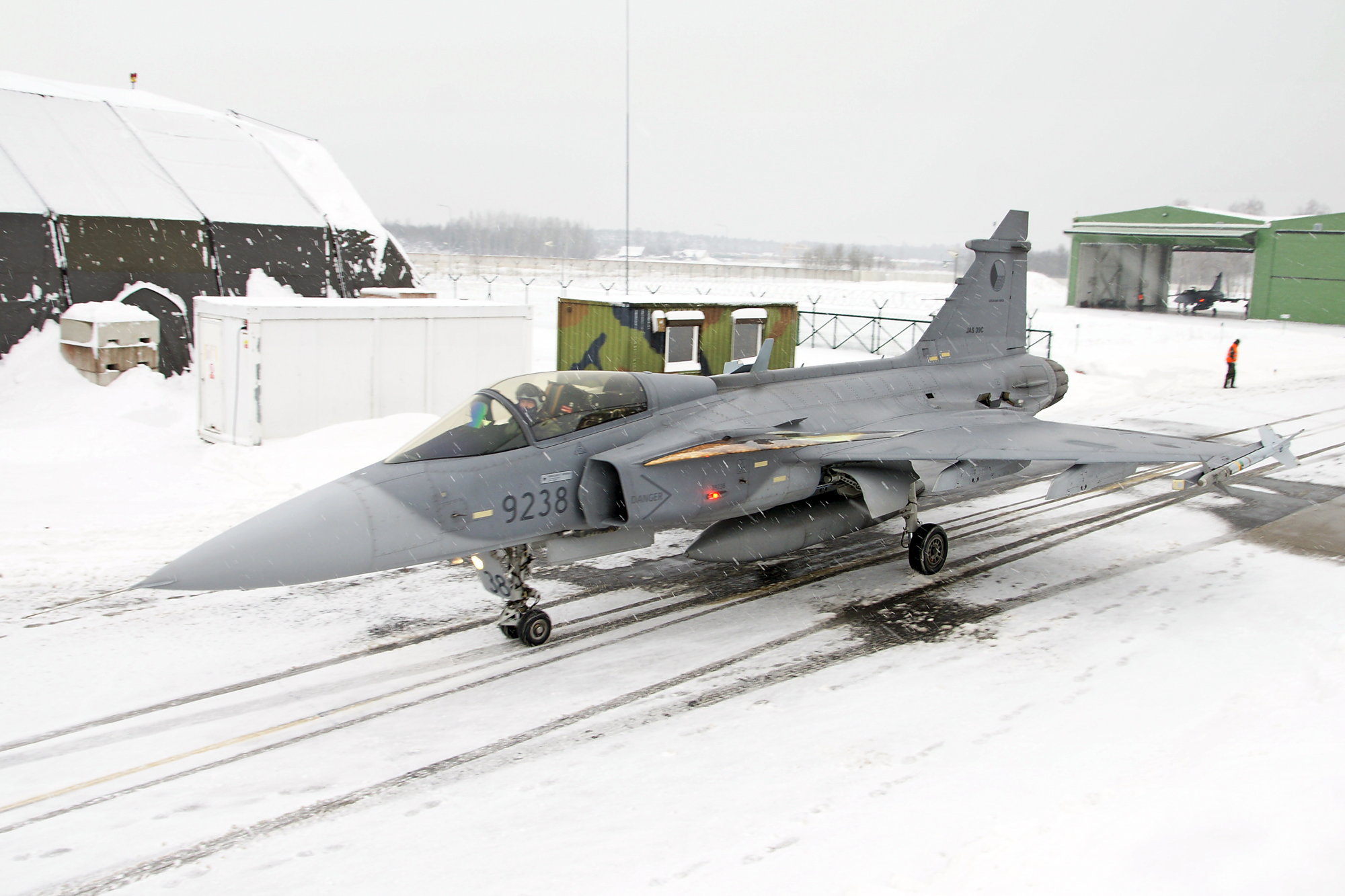
Ostrý zásah – Quick Reaction Alert

## Výcvik
Létající personál 211. taktické letky tvoří zkušení piloti, kteří dříve létali na strojích MiG-21 nebo Aero L-159. Na uvolněné místo pilota odcházejícího na vyšší funkci či do zálohy je vybrán příslušník 212. taktické letky, který musí mít minimální nálet 500 letových hodin na proudových letounech a z toho alespoň 300 na L-159. Nový pilot Gripenu poté prochází přeškolením ve výcvikovém zařízení křídla F7 na základně Såtenäs ve Švédsku. Následuje trénink různých taktik vedení vzdušného boje a v horizontu šesti až osmi měsíců zařazení do ostré hotovosti. Nepřetržitý proces služeb v hotovosti a další výcvik zaměřený na plnění stíhacích úkolů umožňuje pilotům 211. taktické letky zařadit se i v mezinárodním měřítku na vrcholnou úroveň.

## Letecká technika
V roce 2005 bylo od Švédska na dobu 10 let pronajato 12 jednomístných letounů JAS-39C a 2 dvoumístné JAS-39D. 211. taktická letka je jediným útvarem vzdušných sil vyzbrojeným těmito nadzvukovými víceúčelovými bojovými letouny. Gripeny patří mezi nejmodernější stíhací stroje 4. generace a výrobce letounu Saab se pomocí modernizačních úprav pronajatých strojů snaží držet krok s konkurencí. České letouny jsou vyzbrojeny palubním kanonem Mauser BK-27 ráže 27 mm (pouze verze C), protiletadlovými řízenými střelami krátkého dosahu AIM-9M Sidewinder a od roku 2008 též raketami středního dosahu AIM-120C-5 AMRAAM.

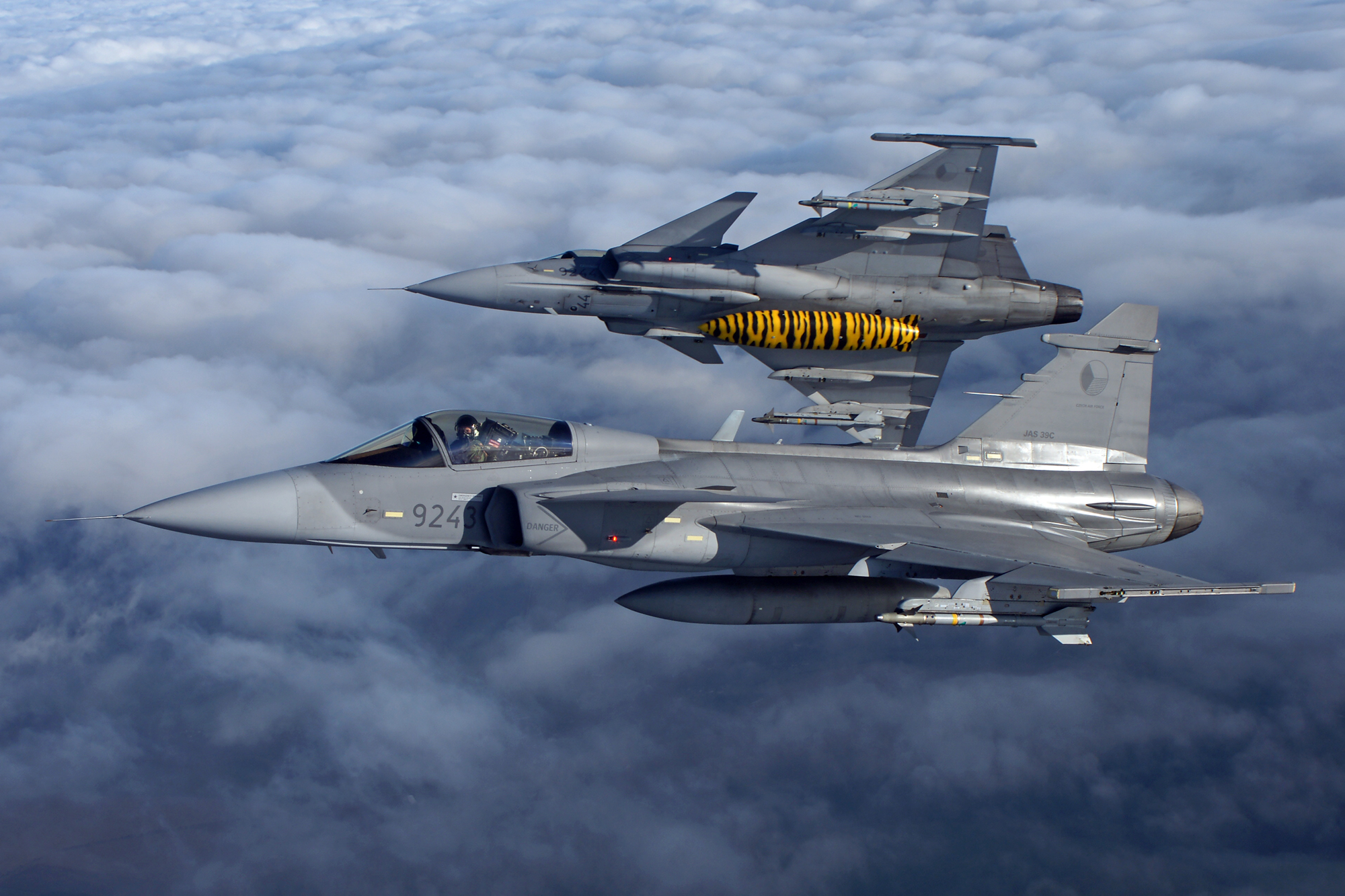
Dvojice Gripenů s PLŘS Sidewinder

## Úspěchy a nasazení
Kromě ochrany vzdušného prostoru ČR provádí tento úkol 211. taktická letka také v jiných státech. Mezi květnem a srpnem 2009 plnila úkoly mise Baltic Air Policing nad územím Litvy, Lotyšska a Estonska, což znamenalo historicky první nasazení českého taktického letectva v zahraniční misi. V říjnu 2010 se letka stala plným členem mezinárodní asociace tygřích letek států NATO a na cvičení v Nizozemsku získala ocenění The Silver Tiger Trophy pro nejlepší jednotku. Od 1. září 2012 do 4. ledna 2013 probíhalo druhé nasazení v Pobaltí z litevské základny Šiauliai, během kterého došlo v rámci 326 nalétaných hodin při 298 letech k 15 ostrým zásahům (tzv. Alpha Scramble) proti vojenským letounům ruského letectva nedodržujícím pravidla létání po civilních letových tratích. Během mise Baltic Air Policing 2012 získala 211. taktická letka unikátní prvenství, když se kapitán Pavel Pavlík stal prvním aliančním stíhacím pilotem, který od dob stažení sovětských vojsk z Estonska přistál s nadzvukovým letounem na nově zrekonstruovaném letišti estonské armády v Ämari.
Další operační nasazení jednotky se uskutečnilo v roce 2014 v rámci mise Icelandic Air Policing, stejně tomu bylo v roce 2015, kdy Česká republika reagovala na urgentní požadavek Severoatlantické aliance. Podle původního plánu měly vzdušný prostor ostrovního státu chránit kanadské vzdušné síly, které se ale zapojily do operace proti Islámskému státu.